# The Rhythm Is Magic
The Rhythm Is Magic è una canzone del 1994 della cantautrice argentina Marie Claire D'Ubaldo, estratta come primo singolo dall'album omonimo.
Apparsa originariamente nell'album Alma De Barro in spagnolo con il titolo La Magia Del Ritmo, il brano fu ricantato in inglese in occasione della pubblicazione internazionale dell'album e divenne un successo internazionale.
Il brano della D'Ubaldo ottiene dignitosi posizionamenti nelle classifiche di più o meno tutta Europa, ma è soprattutto in Italia che la canzone diventa popolarissima, riuscendo a raggiungere la vetta della classifica il 6 agosto 1994, rimanendovi per 4 settimane e diventando uno dei pezzi più trasmessi dell'estate e tormentone estivo.
La canzone è stata inserita nel 1996 nella colonna sonora del film Il ciclone di Leonardo Pieraccioni, e nel 2014 in quella del film Le badanti di Marco Pollini.

## Tracce
1. The Rhythm Is Magic (Album Version) (4:01)
2. The Rhythm Is Magic (Tee Club Mix) (4:47)
3. The Rhythm Is Magic (Tee Rubber Mix) (7:13)
4. The Rhythm Is Magic (Spanish Radio) (3:49)

## Classifiche
| Classifica (1994) | Posizione massima |
| ----------------- | ----------------- |
| Austria           | 7                 |
| Italia            | 1                 |
| Paesi Bassi       | 43                |

## Andamento nella classifica italiana
| Posizione | 21 | 12 | 4 | 3 | 1 | 1 | 1 | 1 | 2 | 4 | 5 | 7 | 5 | 8 | 14 | 18 | 16 |

| Classifica di fine anno italiana (1994) | Posizione |
| --------------------------------------- | --------- |
| Classifica italiana                     | 11        |